# かむかもしかもにどもかも!
「かむかもしかもにどもかも!」は、NHKの音楽番組『みんなのうた』で、2019年10月 - 11月に放送された楽曲。作詞・作曲：玉置周啓、編曲・歌：MONO NO AWARE。

## 概要
「早口言葉」を題材にしたラップソング。歌詞は全て「生麦生米生卵」などの早口言葉で構成されており、『みんなのうた』の中では噛まずに歌唱する難易度が非常に高い楽曲と言える。
アニメーションは大橋史が歌詞の内容をさらに分かりやすいように、「絵」と「文字」が一体となった「文字絵」を駆使して楽しく表現している。
音源は2019年10月16日発売の3rdオリジナル・アルバム『かけがえのないもの』に収録されたほか、番組が60周年を迎えた2021年には日本コロムビアから販売のCD「NHKみんなのうた 60 アニバーサリー・ベスト 〜アイスクリームの歌〜」にも収録された。